# Heteropogon polystachyus
Heteropogon polystachyus là một loài thực vật có hoa trong họ Hòa thảo. Loài này được (Roxb.) Schult. mô tả khoa học đầu tiên năm 1824.